# Великая Василевка
Великая Василевка (укр. Велика Василівка) — село, относится к Любашёвскому району Одесской области Украины.
Население по переписи 2001 года составляло 131 человек. Почтовый индекс — 66564. Телефонный код — 4864. Занимает площадь 2,147 км². Код КОАТУУ — 5123382902.

## Местный совет
66563, Одесская обл., Любашёвский р-н, с. Малая Василевка